# Claudio Zanetti
Pour les articles homonymes, voir Zanetti.
Claudio Zanetti, né le 16 juin 1967 est une personnalité politique suisse membre de l'Union démocratique du centre (UDC).

## Biographie
En 2015, il est élu au Conseil national. Il est membre de l'Action pour une Suisse indépendante et neutre.